# Just Like Us
Just Like Us (deutsch genau wie wir) ist ein US-amerikanischer Kurzfilm von Jesse McLean aus dem Jahr 2013. In Deutschland feierte der Film am 5. Mai 2014 bei den Internationalen Kurzfilmtagen in Oberhausen Premiere.

## Handlung
Parkplätze und Kaufhäuser als Orte der Intimität, Sehnsucht und radikalem Wandel. Stars werden dort beobachtet und auf einfache Menschen reduziert. 

## Kritiken
„Der Film offenbart die außergewöhnliche Sensibilität und Zurückhaltung der Filmemacherin, die uns durch eine vollkommen eigene narrative Landschaft führt, die sich aus meisterhaft ineinandergefügten Texten und Bildern, Tönen und Visionen ergibt.“

## Auszeichnungen
Internationale Kurzfilmtage Oberhausen 2014
- FIPRESCI-Preis